# Râul Valea, Bârsănești
Râul Valea este un curs de apă, afluent al râului Bârsănești. Râul mai este uneori denumit de localnici Râul Prisăcica. 